# حركة التضامن مع فلسطين
حركة التضامن مع فلسطين (PSM) هي منظمة طلابية في الولايات المتحدة تأسست عام 2000 بعد اندلاع انتفاضة الأقصى في إسرائيل. تهدف المنظمة إلى استخدام «سحب الاستثمارات كتكتيك للتأثير غير العنيف على حل عادل للنزاع الإسرائيلي الفلسطيني». بصرف النظر عن سحب الاستثمارات من إسرائيل، تركز المجموعة على إنهاء المساعدة الأمريكية لإسرائيل وحق العودة. تتضمن تكتيكات PSM: التعليم؛ المظاهرات والمسيرات العامة؛ والعصيان المدني أو العمل المباشر.
لم تتخذ حركة التضامن مع فلسطين PSM أي مواقف سياسية ليتبناها الشعب الفلسطيني، وبالتالي يرفض إدانة إرهاب الفلسطينيين، قائلاً إنه "كحركة تضامن، فليس من مكاننا أن نملي الاستراتيجيات أو التكتيكات التي يتبناها الشعب الفلسطيني في نضاله من أجل التحرير".
نظمت رابطة مكافحة التشهير العديد من الاحتجاجات ضد أنشطة حركة التضامن مع فلسطين. وتلقى رؤساء الجامعات انتقادات لاستضافتهم المؤتمرات، وكان عليهم في العادة الرد على الأحداث من خلال المواقع الإلكترونية والبيانات.

## الانقسامات
كانت هناك بعض الانقسامات في حركة التضامن مع فلسطين PSM وكانت هناك بعض المجموعات الأخرى التي تم تشكيلها. أكبر هذه المجموعات هي مجموعة التضامن مع نيو جيرسي، والتي تتمركز في جامعة روتجرز. لقد عقدوا مؤتمراتهم وأحداثهم المنفصلة.

## المؤتمرات
تعقد PSM مؤتمرات سنوية في الجامعات في جميع أنحاء أمريكا.
المؤتمر الافتتاحي لسحب الاستثمارات
جامعة كاليفورنيا، بيركلي، كاليفورنيا - 16-18 فبراير، 2002 بدأ المؤتمر الوطني الأول PSM من قبل طلاب من أجل العدالة في فلسطين، وهي مجموعة طلابية من جامعة كاليفورنيا، بيركلي، بالاشتراك مع فرع سان فرانسيسكو في أمريكا اللجنة العربية لمناهضة التمييز. وعبر أحد القرارات التي تم تبنيها في المؤتمر الأول للحزب الشيوعي الصيني عن دعمه المطلق للانتفاضة: «نحن، الحركة الطلابية الوطنية للتضامن مع فلسطين، نعلن تضامننا مع المقاومة الشعبية للاحتلال والاستعمار والفصل العنصري الإسرائيلي».
المؤتمر السنوي الثاني لسحب الاستثمارات
جامعة ميشيغان، آن أربور، ميشيغان - 12-14 أكتوبر، 2002 استقطب المؤتمر الوطني الثاني PSM ، الذي عقد في جامعة ميشيغان في آن أربور، أكثر من 400 شخص، بمن فيهم البروفيسور السابق بجامعة جنوب فلوريدا سامي العريان. ممثلو العودة باعوا قمصاناً مكتوب عليها «الانتفاضة! ستتحرر فلسطين من النهر إلى البحر». وبحسب اثنين من المتظاهرين، هتف المشاركون في المؤتمر «شراد اليهود» التي زعموا أنها تعني «الموت لليهود». (ملاحظة الترجمة الصوتية: «إقبال اليهود» - ذبح اليهود - أو «خيبر يا يهود» - يهودي، تذكر خيبر، أمر معقول.) نفى ذلك عميد جامعة ميشيغان الذي كان يراقب الحدث بحثًا عن أي اضطرابات. علاوة على ذلك، فإن «شراد» ليست كلمة، بالعامية أو الرسمية، باللغة العربية. تضمن المؤتمر عروضاً قدمها عدد من الأكاديميين والمتحدثين الأمريكيين والفلسطينيين واليهود والإسرائيليين الذين يدعمون سحب الاستثمارات من دولة إسرائيل.
المؤتمر السنوي الثالث لسحب الاستثمارات
المؤتمر، الذي أُعلن عنه في الأصل لجامعة روتجرز، عُقد بالفعل في فندق قريب بعد عدم الحصول على إذن لاستخدام منشأة جامعية. 10-12 أكتوبر 2003 
جامعة ولاية أوهايو، كولومبوس، أوهايو - 7-9 تشرين الثاني (نوفمبر) 2003 استضافت اللجنة المحلية للعدالة في فلسطين مؤتمر جامعة ولاية أوهايو واجتذب أكثر من 200 شخص. أعاد الحضور التأكيد على التزامهم بالمبادئ التوجيهية للحركة. وشملت القرارات التي تم تبنيها خلال المؤتمر الالتزام بحملة سحب الاستثمارات وتأكيد ادعاء الحركة أن «الصهيونية عنصرية». وجدد المشاركون في المؤتمر التأكيد على أهداف الحركة المتمثلة في حق العودة للفلسطينيين، و«إنهاء الاستعمار الكامل لجميع الأراضي الفلسطينية»، وإنهاء الاحتلال الإسرائيلي.
المؤتمر السنوي الرابع لسحب الاستثمارات
جامعة ديوك، 15-17 أكتوبر، 2004 
المؤتمر السنوي الخامس لسحب الاستثمارات
جامعة جورج تاون، واشنطن العاصمة - 17-19 فبراير 

## روابط خارجية
- حركة التضامن مع فلسطين
- صفحة رابطة مناهضة التشهير على حركة التضامن مع فلسطين
- موقع جامعة ديوك على مؤتمر حركة التضامن مع فلسطين
- موقع جامعة جورج تاون على مؤتمر حركة التضامن مع فلسطين
- التضامن مع نيو جيرسي